# Руйнація (фестиваль)
Руйна́ція — рок-фестиваль у Львові. Відбувається з 2006 року. Організатором є вокаліст гурту «АННА» Віктор Новосьолов. Проходить під гаслом «Фестиваль справжньої музики». За версією FaDiez Music Awards визнано найкращим фестивалем України 2009 року.

## Історія

### Руйнація I
Перший фестиваль проведено 9-10 грудня 2006 року. 9 грудня виступали «Далай Лама», «Кожному своє», «Infarct Focus», «Полинове поле» (усі — Львів), «Бес голови» (Одеса), «Карна» (Івано-Франківськ) і «ТОЛ» (Київ). 10 грудня: «Green Silence», «Loozer», «Ambivalence», «Анна» (усі — Львів), «Flash Back» (Керч), «Мерва» (Київ), «SkinHate» (Орджонікідзе).

### Руйнація II
Другий фестиваль пройшов невдовзі, 21 січня 2007 і був одноденним. Грали «Далай Лама», «Верховна зрада» (обидва — Львів), «Nu tone» (Чоп), «DVS» (Київ-Лондон), «Фліт» (Івано-Франківськ), «Enolla», «Пророки», «Квадраджесіма» і «Борщ» (усі — Київ).

### Руйнація III
Третя «Руйнація» відбулася 28-29 квітня 2007. Першого дня виступали «МоА», «Інкунабула» (обидва — Львів), «Pins» (Кременчук), «Stundkit» (Луцьк), «DollHeads», «Мерва» (обидва — Київ), «Карна» (Івано-Франківськ), «Димна Суміш» (Київ) і «Ніагара» (Львів). Другого дня: K.O.M.A (Івано-Франківськ), «FRONT», «Black Jack», «Bozooka Band» (усі — Львів), «KAREA» (Запоріжжя), «Snuff» (Житомир), «Факультет» (Дніпропетровськ), «Godo», «Анна» (обидва — Львів) і «ТОЛ» (Київ).

### Руйнація IV
Концерт пройшов 29 вересня 2007 року. Грали гурти: «+\-» (Київ), «Slap» (Луцьк), «ФРОНТ» (Львів), «Нейроз» (Коломия), «Underground Dimension» (Івано-Франківськ), «Бульдозер» (Тернопіль), «Etwas Unders» (Київ), «KAREA» (Запоріжжя), «Ніагара» (Львів), «Карна» (Івано-Франківськ) і «Neversmile» (Санкт-Петербург).

### Руйнація V
Фестиваль відбувся 20 вересня 2008 року. Виступали такі колективи: «Clan» (Жидачів), «Faded Line» (Київ), «60 Hertz» (Вінниця), «Серцевий Напад» (Чернівці), «Безодня» (Хмельницький), Е-42 (Лубни), «Minerva» (Дніпродзержинськ), «МегамасС» (Київ), «+/-» (Київ), «Second Blade of Shinobi» (Кременчук), «Мерва» (Київ-Рівне), «Ніагара» (Львів), «Карна» (Івано-Франківськ), «Rasta» (Гомель).

### Руйнація VI
Шостий фестиваль був дводенний і пройшов 25-26 вересня 2009. Першого дня виступили «Дикі серцем» (Львів), «Якудза» (Рівне), «Start up» (Харків), «Extra!Extra» (Київ), «Так треба» (Івано-Франківськ), «Li.Me» (Донецьк), «Lacerta» (Житомир), «Му*17» (Київ), «Серцевий Напад» (Чернівці), «Сльози Емілії» (Севастополь), «Безодня» (Хмельницький), «Ніагара» (Львів) та «Анна» (Львів), а другого дня — «No framing» (Дніпропетровськ), «Dalai» (Київ), «Зона мовчання» (Луганськ), «Pizza boys» (Івано-Франківськ), «A-rose» (Одеса), «When Roses Die» (Дніпропетровськ), «Slap» (Луцьк), «My last breath» (Донецьк), «Pictures Inside Me» (Маріуполь), «Тонкая Красная Нить» (Харків) і «Мерва» (Київ-Рівне).

### Руйнація VII

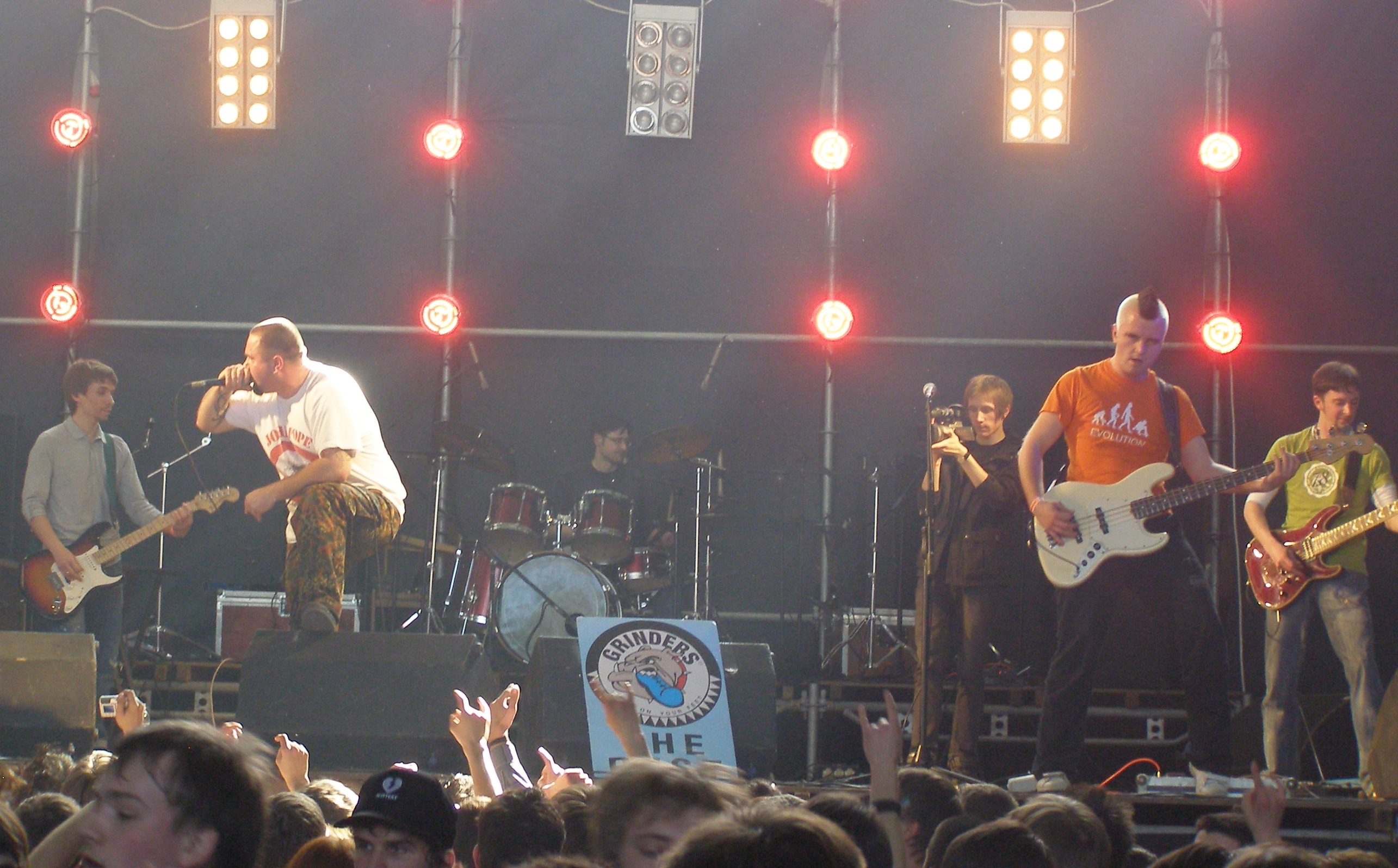
«Тостер» на «Руйнації VII»

Сьомий фестиваль проведено 18 квітня 2010 року. Грали «7 Pages Of Silence» (Харків), «Тостер», «Анна» (обидва — Львів), «МегамасС» (Київ), «Тонкая Красная Нить» (Харків), «Мерва» (Київ-Рівне), «ТОЛ» (Київ) і «Психея» (Санкт-Петербург).

### Руйнація VIII
Фестиваль проведено 2-3 жовтня 2010 року в палаці спорту «Україна», де виступали такі гурти, як «Мерва» (Київ-Рівне), «МегамасС» (Київ), «ТОЛ» (Київ),  «SkinHate» (Орджонікідзе) та багато інших українських виконавців. Хедлайнером фестивалю був німецький гурт «Caliban» (Дюссельдорф).

### Руйнація IX
Фестиваль проведено 9 квітня 2011 року у палаці спорту «Україна». Виступили такі гурти, як Stigmata, Tracktor Bowling, 5diez, АННА, Skinhate та Тостер.

### Руйнація X
Фестиваль проведено 1 квітня 2012 року. Місцем проведенням стала напівзруйнована будівля по вулиці Федьковича (район Привокзальної). На разі на місці будівлі знаходиться паркінг офісу SoftServe. Хедлайнерами фестивалю стали Hed PE (Каліфорнія, США).

### Руйнація XI
25 травня 2014 року. Романтик